# La Bastida d'Hortons
|  | Aquest article tracta del nucli de la Bastida d'Alàs i Cerc, per l'altre poble també de l'Alt Urgell vegeu La Bastida (Ribera d'Urgellet) |

La Bastida d'Hortons, coneguda simplement com la Bastida, és una població del municipi d'Alàs i Cerc de la comarca de l'Alt Urgell. El poble de la Bastida té 43 habitants però el 1991 només en tenia 23. Es troba al repeu d'un serrat proper a la Serra del Cadí, a l'esquerra del barranc de Pedralapenya, a 950 metres d'altitud.

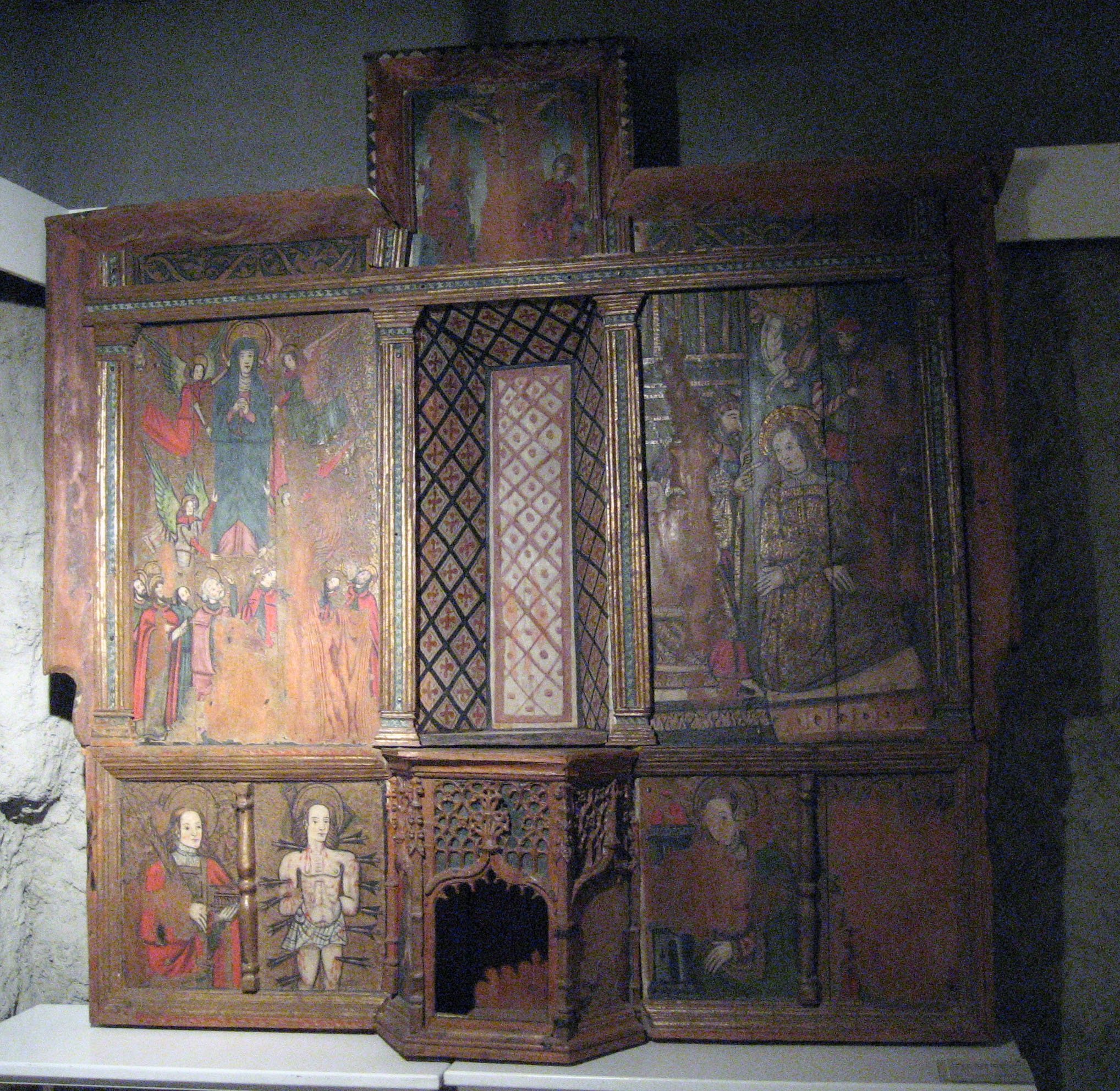
Retaule de Santa Coloma del, avui al Museu Diocesà d'Urgell

Al poble s'hi pot trobar una església, rectangular amb un campanar de torre quadrat, dedicada a Santa Coloma. Hi hagué l'antic castell de la Bastida, dels vescomtes de Castellbò.